# Pimelodus grosskopfii
Pimelodus grosskopfii, conocido vulgarmente como capaz, barbudo o burrito, es una especie de peces de la familia Pimelodidae en el orden de los Siluriformes.

## Distribución geográfica
Se encuentran en Sudamérica: cuencas del río Magdalena y del lago Maracaibo.